# NGC 3644
NGC 3644 é uma galáxia espiral (Sa) localizada na direcção da constelação de Leo. Possui uma declinação de +02° 48' 37" e uma ascensão recta de 11 horas, 21 minutos e 32,9 segundos.
A galáxia NGC 3644 foi descoberta em 22 de Março de 1865 por Albert Marth.